# Rielasingen-Worblingen
Rielasingen-Worblingen là một thị xã nằm ở huyện Konstanz, thuộc bang Baden-Württemberg, Đức.